# Осада Видина (1913)
Осада Видина (болг. Обсада на Видин) — попытка сербской армии захватить болгарский город и крепость Видин во время Второй Балканской войны. Осада проходила 25—31 июля (12—18 июля по старому стилю) 1913 года.
После начала румынского вступления в войну основная часть 1-й болгарской армии, до того наступавшая по долине реки Тимок в Старую Сербию, отошла в сторону Софии и заняла позиции на перевалах Балканских гор, чтобы остановить наступление румын на болгарскую столицу. Меньшая часть была отведена к Белоградчику, чтобы остановить продвижение туда сербских войск. Сербы отбили Княжевац и вступили на болгарскую территорию. Почти вся северо-западная часть Болгарии была оккупирована их войсками. После ухода 1-й болгарской армии из Княжеваца верховное командование приняло решение оставить старую Видинскую крепость.

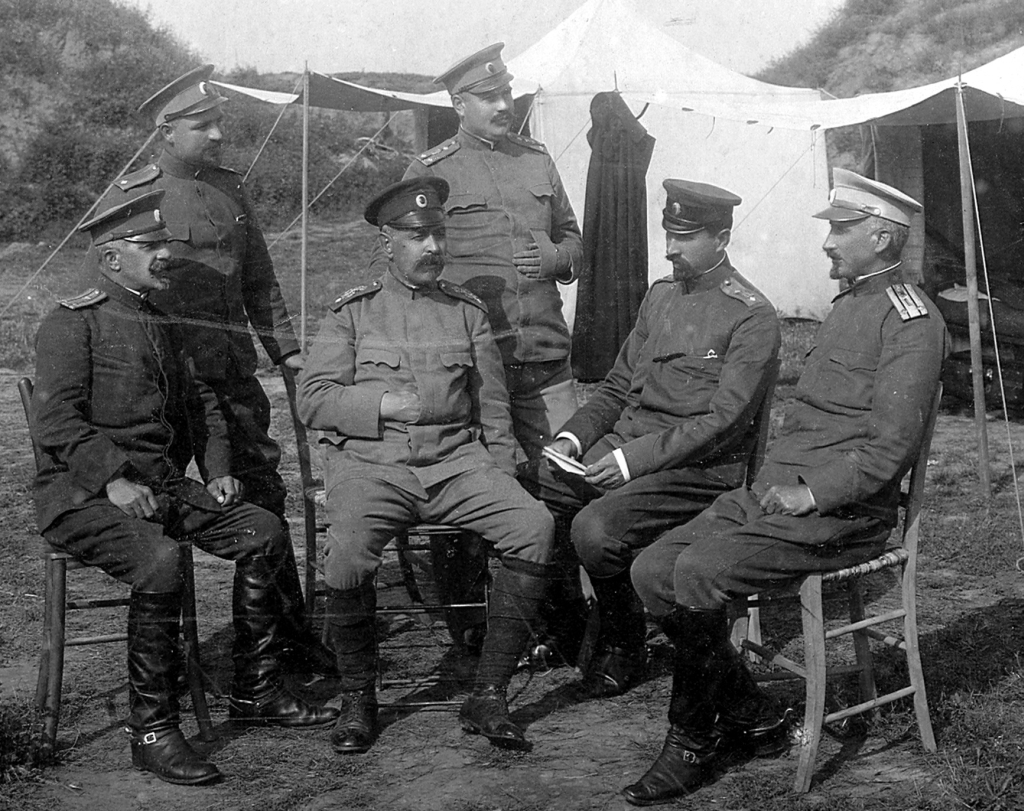
К. Маринов (третий слева) со своим штабом

Новый помощник главнокомандующего болгарскими войсками генерал-лейтенант Радко Димитриев настоял на том, чтобы крепость оборонялась и генерал-майор Крастю Маринов был назначен её комендантом. 5(18) июля 1913 года последний принял командование над Видинской крепостью. Маринов спешно собрал ополченцев и добровольцев для защиты города. В строй вступают даже раненые бойцы, поступившие в местный госпиталь на лечение. Таким образом, гарнизон крепости вырос до 5727 человек, причем 2/3 из них составляли добровольцы, раненые и выздоравливающие воины. Правда, 52 пушек, большинство из которых были устаревшими, не были обеспеченны полным боекомплектом. Ополченцы также были плохо вооружены и имели мало боеприпасов.
8(21) июля болгары были разбиты у Белоградчика сербскими частями Тимокской армии, и на следующий день последние вошли в город. Остатки гарнизона смогли прорваться на север к Дунаю, к Видину. Сербская кавалерия перерезала все пути сообщения и снабжение этого дунайского города с остальной частью страны. В тот же день у села Бела Рада сербский авангард столкнулся с разведывательным отрядом из крепостного гарнизона, который был вынужден отступить.
К 12(25) июля Тимокская армия (от 16 до 21 батальонов III призыва при 54 орудиях, в том числе шесть скорострельных и гаубичных батарей) под командованием полковника Вукомана Арачича плотно сомкнула кольцо вокруг Видина с юга, востока и севера. Предложение гарнизону о сдаче крепости было отвергнуто её защитниками. С целью усилить оборону блокированного города вода из Дуная сбрасывается в ров, окружающий Видин. Она выходит из дамб, затапливает Видинское поле и останавливает противника в нескольких километрах от крепости.
14(27) июля сербы начали артиллерийский обстрел укреплений и самого города. Обстрелы продолжались трое суток безрезультатно, потери среди военных и мирных жителей от них были незначительными.
Ближе к вечеру 17(30) июля, после длительной артиллерийской подготовки и очередного отказа гарнизона сдаться, сербская пехота атаковала на западном участке между Новосельцами и Смерданом. К вечеру артиллерийским и ружейным огнем были отбиты две атаки.
18(31) июля сербы сообщили генералу Маринову о перемирии, заключенном в этот день в Бухаресте. Сразу после этого они снова штурмовали крепость, на этот раз с севера, но контратака русенского ополчения вынудила их в беспорядке отступить.
На следующий день между воюющими сторонами было согласовано общее прекращение огня, о чём сербское руководство сообщило болгарскому командующему. Примерно через десять дней был подписан Бухарестский мир. После этого сербы ушли из региона.